# Љесковец (Звољен)
Љесковец (слч. Lieskovec) насељено је мјесто са административним статусом сеоске општине (слч. obec) у округу Звољен, у Банскобистричком крају, Словачка Република.

## Становништво
| Година:    | 1994. | 2004. | 2014.   | 2024.   |
| ---------- | ----- | ----- | ------- | ------- |
| Број људи: | 1393  | 1393  | 1467    | 1372    |
| Разлика:   |       | +0 %  | +5,31 % | -6,47 % |

| Година:    | 2023. | 2024.   |
| ---------- | ----- | ------- |
| Број људи: | 1377  | 1372    |
| Разлика:   |       | -0,36 % |

Према подацима о броју становника из 2011. године насеље је имало 1.433 становника.